# Бректувіль
Бректуві́ль (фр. Brectouville) — колишній муніципалітет у Франції, у регіоні Нормандія, департамент Манш. Населення — 167 осіб (2011).
Муніципалітет був розташований на відстані близько 250 км на захід від Парижа, 55 км на захід від Кана, 12 км на південний схід від Сен-Ло.

## Історія
До 2015 року муніципалітет перебував у складі регіону Нижня Нормандія. Від 1 січня 2016 року належав до нового об'єднаного регіону Нормандія.
1 січня 2016 року Бректувіль, Ж'євіль, Гільбервіль i Ториньї-сюр-Вір було об'єднано в новий муніципалітет Ториньї-ле-Віль.

## Демографія
Динаміка населення (Insee ):
Розподіл населення за віком та статтю (2006):
| Стать | Всього | До 15 років | 15-24 | 25-44 | 45-64 | 65-85 | Понад 85 |
| --- | ------ | ----------- | ----- | ----- | ----- | ----- | -------- |
| Чоловіки | 79     | 26          | 4     | 23    | 15    | 11    | 0        |
| Жінки | 52     | 4           | 7     | 11    | 22    | 8     | 0        |
| \| Статево-вікова піраміда \| Статево-вікова піраміда \| Статево-вікова піраміда \| \| ----------------------- \| ----------------------- \| ----------------------- \| \| Чоловіки \| Вік \| Жінки \| \| 0 \| 85 + \| 0 \| \| 0 \| 80-84 \| 0 \| \| 0 \| 75-79 \| 0 \| \| 11 \| 70-74 \| 4 \| \| 0 \| 65-69 \| 4 \| \| 0 \| 60-64 \| 0 \| \| 4 \| 55-59 \| 0 \| \| 11 \| 50-54 \| 7 \| \| 0 \| 45-49 \| 15 \| \| 4 \| 40-44 \| 0 \| \| 4 \| 35-39 \| 7 \| \| 4 \| 30-34 \| 4 \| \| 11 \| 25-29 \| 0 \| \| 4 \| 20-24 \| 7 \| \| 0 \| 15-20 \| 0 \| \| 7 \| 10-14 \| 0 \| \| 4 \| 5-9 \| 4 \| \| 15 \| 0-4 \| 0 \| |        |             |       |       |       |       |          |
| Статево-вікова піраміда |        |             |       |       |       |       |          |
| Чоловіки | Вік    | Жінки       |       |       |       |       |          |
| 0 | 85 +   | 0           |       |       |       |       |          |
| 0 | 80-84  | 0           |       |       |       |       |          |
| 0 | 75-79  | 0           |       |       |       |       |          |
| 11 | 70-74  | 4           |       |       |       |       |          |
| 0 | 65-69  | 4           |       |       |       |       |          |
| 0 | 60-64  | 0           |       |       |       |       |          |
| 4 | 55-59  | 0           |       |       |       |       |          |
| 11 | 50-54  | 7           |       |       |       |       |          |
| 0 | 45-49  | 15          |       |       |       |       |          |
| 4 | 40-44  | 0           |       |       |       |       |          |
| 4 | 35-39  | 7           |       |       |       |       |          |
| 4 | 30-34  | 4           |       |       |       |       |          |
| 11 | 25-29  | 0           |       |       |       |       |          |
| 4 | 20-24  | 7           |       |       |       |       |          |
| 0 | 15-20  | 0           |       |       |       |       |          |
| 7 | 10-14  | 0           |       |       |       |       |          |
| 4 | 5-9    | 4           |       |       |       |       |          |
| 15 | 0-4    | 0           |       |       |       |       |          |

## Економіка
2010 року серед 119 осіб працездатного віку (15—64 років) 101 була активною, 18 — неактивними (показник активності 84,9%, у 1999 році було 73,4%). З 101 активної мешканців працювали 93 особи (51 чоловік та 42 жінки), безробітними було 8 (3 чоловіки та 5 жінок). Серед 18 неактивних 2 особи були учнями чи студентами, 13 — пенсіонерами, 3 були неактивними з інших причин.

У 2010 році в муніципалітеті числилось 66 оподаткованих домогосподарств, у яких проживали 170,5 особи, медіана доходів виносила 19 151 євро на одного особоспоживача